# Soure (Pará)
Soure est une municipalité de l'île de Marajó, dans l'État du Pará (Brésil).

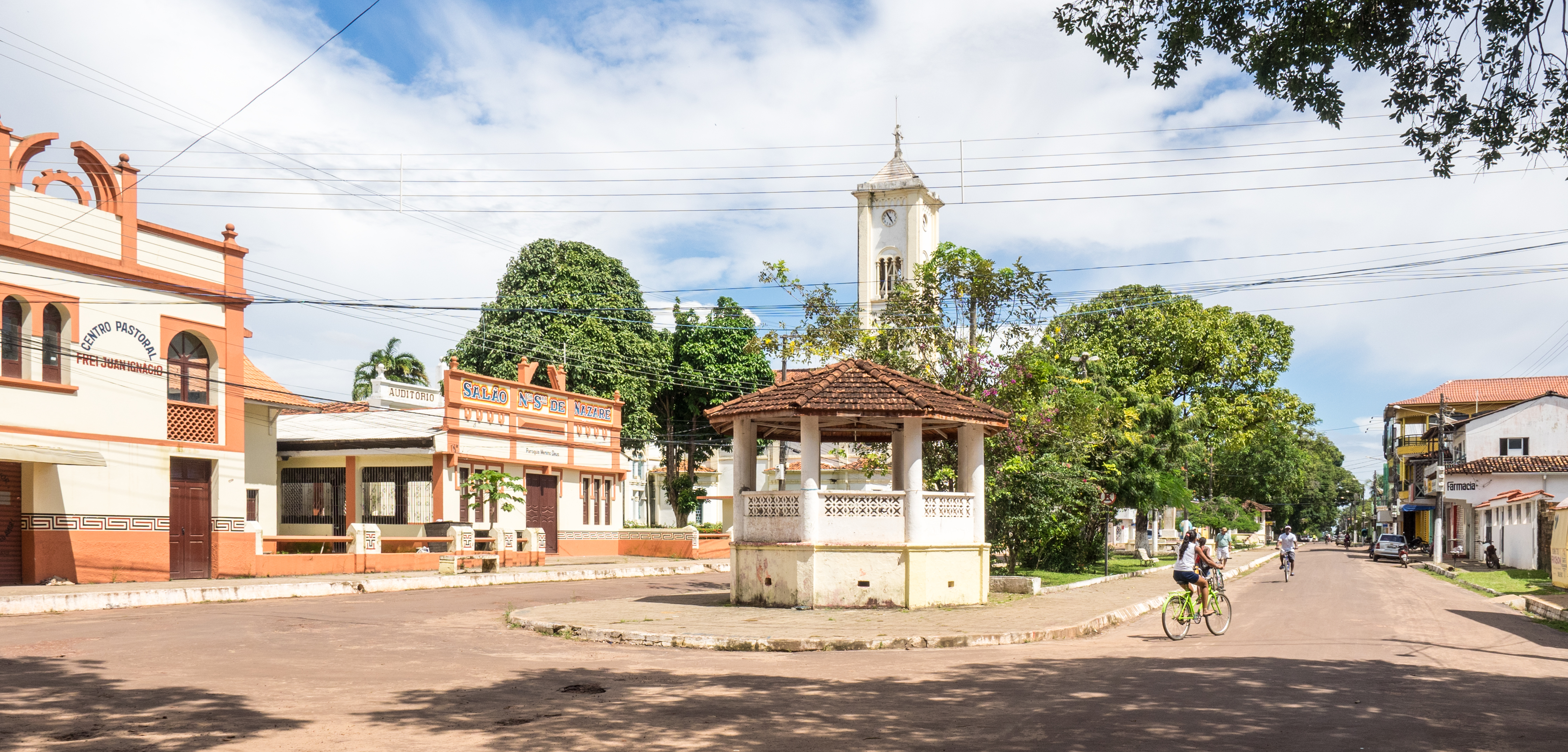
Soure, 2015